# Neurodermită
Neurodermita, numită și nevrodermită, boala Vidal sau lichen simplex chronicus, reprezintă o leziune cutanată eczematoasă, pruriginoasă, cu tendință la lichenificare. Apare în mod constant la persoanele cu o anumită predispoziție individuală, fiind cel mai adesea localizată la nivelul gâtului (femei) și la nivelul membrelor inferioare (bărbați).